# 김포한강3로
김포한강3로(Gimpohangang 3-ro)는 경기도 김포시 장기동 에서 김포시 마산동을 잇는 도로이다.

## 주요 경유지
경기도
- 김포시 (장기본동 . 마산동 . 구래동)

## 노선
| 이름                             | 접속 노선                          | 소재지 | 소재지 | 비고                 |
| -------------------------------- | ---------------------------------- | ------ | ------ | -------------------- |
| (이름없음)                       | 국가지원지방도 제98호선 (고양대로) | 김포시 | 장기동 |                      |
| 허산입구 삼거리                  | 태장로                             | 김포시 | 장기동 |                      |
| (이름없음)                       | 김포한강1로                        | 김포시 | 장기동 |                      |
| 스마토피아 사거리 (운유지하차도) | 김포한강6로                        | 김포시 | 장기동 |                      |
| 마산역사거리                     | 김포한강8로                        | 김포시 | 마산동 |                      |
| 가마천1교                        |                                    | 김포시 | 마산동 |                      |
| 구래삼거리                       | 김포한강7로                        | 김포시 | 구래동 | 지방도 제355호선구간 |
| 변전소사거리                     | 봉수대로 김포한강9로               | 김포시 | 구래동 | 지방도 제355호선구간 |
| (이름없음)                       | 김포한강10로                       | 김포시 | 구래동 |                      |

## 주요 건물 및 시설
- 뉴고려병원 (김포한강3로 283/장기동 1764)
- 쉐보레김포한강전시장 (김포한강3로 287/장기동 1765)
- 김포장애인복지관 (김포한강3로 291/장기동 1888-18)
- 김포솔터축구장 (김포한강3로 387/마산동 642-1)
- GS칼텍스 김포한강신도시 주유소 (김포한강3로 400/마산동 622-1)
- 버거킹 김포한강GS점 (김포한강3로 400/마산동 622-1)
- 마산동 행정복지센터 (김포한강3로 432/마산동 621-15)
- 마산역 (김포한강3로 지하 442/마산동 641-3)